# Tancoyol
Tancoyol, es una población y una delegación del municipio de Jalpan de Serra, está ubicada al norte del estado de Querétaro, en México.